# Тінь біля пірсу (фільм)
«Тінь біля пірсу» (рос. «Тень у пирса»)  — радянський художній фільм 1955 року кінорежисера Михайла Вінярського. Фільм знятий за мотивами повісті Миколи Панова «В океані».
Прем'єра відбулася у: СРСР (12 грудня 1955 року).

## Сюжет
В одному з приморських міст затриманий диверсант з планом плавучого доку, готового для буксирування у віддалений порт. Майору держбезпеки Людову (Олег Жаков) належить розплутати клубок зв'язків затриманого з групою диверсантів, що орудують у місті, і забезпечити своєчасну відправку доку.

## Актори
- Олег Жаков — Василь Петрович Людов, майор держбезпеки
- Рімма Матюшкіна — Тетяна Петрівна Ракітіна, бібліотекар доку
- Олег Туманов — Сергій Микитович Агеєв, мічман, колишній розвідник морської піхоти
- Лев Фрічінський — Леонід Жуков, матрос-сигнальник
- Катерина Савінова — Клава Шубіна, офіціантка
- Володимир Балашов — Кобчик, агент ворожої розвідки
- Віктор Кулаков — резидент «Семен»
- О. Стародуб — Василь Прокопович Савельєв, лейтенант держбезпеки
- Лідія Мациєвська — бабуся Тетяни
- Павло Михайлов — в епізоді
- Леонід Чініджанц — диверсант Козлов-Купріянов
- Андрій Сова — Василь, веселий матрос
- Лев Олевський — полковник Рейслі/зрадник Рвалов, у титрах не зазначений